# Omagh
Pronunciação
Omagh (Gaélico-Irlandês: An Ómaigh) é uma cidade na Irlanda do Norte, com 21.380 habitantes. Foi sede de um ataque do IRA em 1998 que matou 29 pessoas e que tornou-se um dos maiores ataques terroristas ocorridos no Reino Unido.